# Xerospermophilus perotensis
Xerospermophilus perotensis är en däggdjursart som beskrevs av Clinton Hart Merriam 1893. Den ingår i släktet Xerospermophilus och familjen ekorrar. Inga underarter finns listade i Catalogue of Life.

## Taxonomi
Arten har tidigare förts till släktet sislar (Spermophilus), men efter DNA-studier som visat att arterna i detta släkte var parafyletiska med avseende på präriehundar, släktet Ammospermophilus och murmeldjur, har det delats upp i flera släkten, bland annat Xerospermophilus.

## Beskrivning
Pälsen på ryggsidan är gulbrun med små, oregelbundet placerade och ibland vaga, vita till blekskära fläckar. Huvudet är mörkare än resten av kroppen, med vita ringar kring ögonen. Buksidan är ljusgrå till blekt skär. Arten är en stor sisel, med kraftig kropp och korta fötter. Kroppslängden varierar mellan 25 och 27 cm, inklusive den knappt 6 till nästan 8 cm långa svansen. Vikten är 175 till 270 g.

## Ekologi
Habitatet är höglänta tallskogar på höjder mellan 2 340 och 2 370 m där den lever klippiga bergssidor och på slät mark med djupt jordlager. Bona kan grävas ut i marken, men det förekommer också att arten övertar gamla gångsystem byggda av kindpåsråttan Cratogeomys merriami. Arten lever kolonivis, men varje individ har sitt eget bo. Den sover vintersömn, vanligen mellan december och februari.
Parningssäsongen inleds i maj. Efter en dräktighet på 28 till 30 dagar föder honan i medeltal 4 ungar, vanligen mellan juni och augusti.
Födan består av ett flertal växter; arten kan också äta insekter. Själv utgör siseln föda åt, bland andra, långsvansad vessla, tamhundar och rödstjärtad vråk.

## Utbredning
Utbredningsområdet omfattar delstaterna Veracruz och Puebla i östra centrala Mexiko.

## Status
IUCN kategoriserar arten globalt som starkt hotad, och populationen minskar. Främsta anledningarna är habitatsförlust och fragmentering av utbredningsområdet till följd av skogsavverkning.